# 久我通明
久我通明（1780年2月20日—1856年1月9日），是江戶時代後期的公卿，也是村上源氏清華家的久我家當主。

## 生涯
久我通明在安永九年（1780年）出生，是中院通維的獨子，後在天明五年（1785年）過繼給無子的久我信通為後，同年敘爵從五位下；經任侍從、左近衛權少將與左近衛權中將後，在寬政六年（1794年）昇敘從三位，位列公卿。
及後他也擔任過權中納言、權大納言和右馬寮御監。其中文政七年（1824年）他短暫出任內大臣和近衛右大將，到安政二年（1856年）他逝世，享年76歲。